# Liceum pedagogiczne
Liceum pedagogiczne – szkoła średnia kształcąca przyszłych nauczycieli dla szkół podstawowych; funkcjonowała w Polsce w latach 1932–1963.
Liceum pedagogiczne (3-letnie) oraz Pedagogium (2-letnie) powołała przedwojenna ustawa z roku 1932 w wyniku reformy szkolnej jędrzejewiczowskiej (reforma Janusza Jędrzejewicza). Pierwsi absolwenci opuścili te szkoły w roku szkolnym 1937/1938. System zastąpił dawne seminaria nauczycielskie, które ostatecznie przestały działać w latach 1936/1937.
W latach 1945–1962 licea pedagogiczne rozwinęły działalność, stanowiąc podstawową formę kształcenia przyszłych nauczycieli szkół podstawowych.

## Periodyzacja po 1945 roku
- Po wyzwoleniu (II wojna światowa) w 1945 roku działało 7 Pedagogiów i 31 Liceów pedagogicznych;
- W instrukcji do zarządzenia Ministra Oświaty z 16 lipca 1945[3] dopuszczano 3 formy kształcenia przyszłych nauczycieli szkół podstawowych: dwuletnie pedagogia, dwuletnie licea pedagogiczne oraz roczne państwowe kursy nauczycielskie dla młodzieży, która ukończyła 18 rok życia;
- W latach 1946/7 istniało 107 liceów pedagogicznych;
- do 1948 roku – utrwaliła się struktura 4-letniego liceum pedagogicznego poprzez powiązanie klas wstępnych z 2 letnimi liceami pedagogicznymi – powstało liceum pedagogiczne złożone z dwóch klas przygotowawczych i dwóch klas licealnych[4];
- 1947–1957 – licea pedagogiczne jako jedyne szkoły średnie przygotowujące młodzież do zawodu nauczyciela do szkoły podstawowej;
- 1957–1965 – rozwój 5-letnich liceów pedagogicznych obok rozwijającego się równolegle studium nauczycielskiego (dla młodzieży powyżej 18 r.ż.) jako zakładu kształcenia nauczycieli szkół podstawowych;
- Lata 60. – okres aktywnego kształcenia nauczycieli szkół podstawowych na poziomie studium nauczycielskiego i dążenie do przekształcenia w szkoły;
- W latach 1962/1963 licea nauczycielskie zastąpiono szkołami o nazwie studium nauczycielskie na poziomie policealnym;
- 1966–1970 – stopniowo likwidowano placówki o nazwie studium nauczycielskie i zastępowano je kształceniem nauczycieli na poziomie wyższym;
- Lata 70. – ustalił się system kształcenia nauczycieli na poziomie magisterskim.